# Lega Nazionale A 1941-1942 (hockey su ghiaccio)
La stagione 1941-1942 è stata la quarta del campionato svizzero di hockey su ghiaccio di LNA, e ha visto campione l'HC Davos.

## Classifica Finale
| Posizione | Squadra             | G | V | N | P | GF | GF | DR  | Punti | Osservazioni      |
| --------- | ------------------- | - | - | - | - | -- | -- | --- | ----- | ----------------- |
| 1         | Davos               | 6 | 6 | 0 | 0 | 42 | 5  | +37 | 12    | Campione svizzero |
| 2         | Zürcher SC          | 6 | 4 | 1 | 1 | 14 | 8  | +6  | 9     |                   |
| 3         | Montchoisi Lausanne | 6 | 4 | 0 | 2 | 17 | 17 | 0   | 8     |                   |
| 4         | Arosa               | 6 | 3 | 0 | 3 | 19 | 22 | -3  | 6     |                   |
| 5         | Berna               | 6 | 2 | 1 | 3 | 16 | 13 | +3  | 5     |                   |
| 6         | Basilea Rotweiss    | 6 | 0 | 1 | 5 | 10 | 27 | -17 | 1     |                   |
| 7         | Grasshopper Zürich  | 6 | 0 | 1 | 5 | 5  | 31 | -26 | 1     |                   |

## Verdetti
| Lega Nazionale A 1941-1942 | Lega Nazionale A 1941-1942  |
| -------------------------- | --------------------------- |
| Lega Nazionale A           | Davos Nessuna retrocessione |
| Serie A                    | Nessuna promozione          |